# Paula Jai Parker
Paula Jai Parker (Cleveland, 19 agosto 1969) è un'attrice statunitense.

## Biografia
Nel 1987 si trasferisce a Washington dove si laurea in belle arti alla Howard University. In seguito prende parte a diverse rappresentazioni teatrali, soprattutto spettacoli di cabaret, seguite da numerosi film e parti in serie televisive. Ha inoltre doppiato Trudy Proud nella serie animata Disney La famiglia Proud. Nel 2005 sposa Forest Martin, conosciuto sul set del film Hustle & Flow - Il colore della musica da cui ha avuto un figlio di nome Onederful.

## Filmografia parziale

### Cinema
- Cosmic Slop (1994)
- Tales from the Hood, regia di Rusty Cundieff (1995)
- Ci vediamo venerdì (Friday), regia di F. Gary Gray (1995)
- Bus in viaggio (Get on the Bus), regia di Spike Lee (1996)
- 30 Years to Life, regia di Vanessa Middleton (2001)
- High Crimes - Crimini di stato (High Crimes), regia di Carl Franklin (2002)
- In linea con l'assassino, regia di Joel Schumacher (2002)
- Il padre di mio figlio (My Baby's Daddy), regia di Cheryl Dunye (2004)
- Ray, regia di Taylor Hackford (2004)
- Hustle & Flow - Il colore della musica (Hustle & Flow), regia di Craig Brewer (2005)
- Idlewild, regia di Bryan Barber (2006)
- The Genius Club, regia di Timothy A. Chey (2006)
- Cover (2006)
- Life of a King, regia di Jake Goldberger (2013)

### Televisione
- Cosby - serie TV, episodio 2x12 (1997)
- NYPD Blue - serie TV, episodio 5x17 (1998)
- CSI: Miami - serie TV, episodio 4x10 (2005)
- CSI - Scena del crimine (CSI: Crime Scene Investigation) - serie TV, episodio 7x03 (2006)
- My Name Is Earl - serie TV, episodio 4x13 (2008)
- The Mentalist - serie TV, episodio 3x01 (2010)
- The Exes - serie TV, episodio 2x08 (2012)
- True Blood - serie TV, 5 episodi (2013-2014)
- Ray Donovan - serie TV, 5 episodi (2016)
- NCIS: Los Angeles - serie TV, 1 episodio (2017)
- Queen Sugar - serie TV, 6 episodi (2021)
- Loro (Them) - serie TV, 3 episodi (2021)

## Doppiatrici italiane
Nelle versioni in italiano delle opere in cui ha recitato, Paula Jai Parker è stata doppiata da:
- Monica Bertolotti in CSI: Miami, CSI - Scena del crimine
- Tiziana Avarista in High Crimes - Crimini di stato
- Francesca Guadagno ne In linea con l'assassino
- Laura Latini in Il padre di mio figlio
- Cristiana Lionello in Hustle & Flow - Il colore della musica
- Patrizia Burul in Fear Itself
- Marina Guadagno in Hand of God
- Rossella Acerbo ne Le regole del delitto perfetto
- Alessia Amendola in Criminal Minds
- Laura Romano in Loro
- Alessandra Chiari in American Gigolo

Da doppiatrice è stata sostituita da:
- Cristiana Lionello ne La famiglia Proud, La famiglia Proud - Il film, La famiglia Proud: più forte e orgogliosa